# Eurimedonte (hijo de Minos)
Eurimedonte (en griego: Εὐρũμέδων, -οντος; Eurymedṓn, -ontos), en la mitología griega, era uno de los hijos de Minos y de la ninfa paria (o de Paros).
Minos y Paria tuvieron cuatro hijos, Eurimedonte, Nefalión, Crises y Filolao. Los cuatro vivieron en la isla de Paros.
Durante el trabajo de la captura del cinturón de Hipólita, Heracles se detuvo en la isla de Paros, pero dos de sus compañeros, al desembarcar, murieron a manos de los hijos de Minos.  Heracles inmediatamente mató a los cuatro hijos de Minos, y sitió a los demás habitantes con la condición para su liberación de que entregasen a dos hombres para reemplazar a los muertos; estos fueron Alceu y Esténelo, hijos de Androgeo, hijo de Minos.